# Триград
Трѝград е село в Южна България. То се намира в община Девин, област Смолян.

## История
През 1872 година в Триград има 300 къщи. От 1878 до 1886 година то попада в т.нар. Тъмръшка република. На събрание на над 100 първенци от 17 села в с. Триград през лятото на 1878 г. се създава Тъмръшката република. За първи началник е избран Хасан ага от Триград.
През 1920 година в селото живеят 254 души, през 1946 – 609 души, а през 1965 – 982 души.
По време на Балканските войни жителите на Триград са подложени на изпитания, а самото село е опожарявано. По време на Междусъюзническата война през 1913 година местни жители се вдигат на бунт, поради което Триград е опожарено от рота на 1-ви пехотен софийски полк.
Селото е повторно опожарено от Българската армия и в края на 1913 година, когато тя потушава нов бунт, вдъхновен от правителството на т.нар. Гюмюрджинска република.
В документ от главното мюфтийство в Истанбул, изброяващ вакъфите в Княжество България, допринасяли в полза на ислямските религиозни, образователни и благотворителни институции в периода 16 век – 1920 година, съставен в периода от 15.09.1920 до 03.09.1921 година, като вакъфско село се споменава и Триград (Trigrad).

## Религии
Според Любомир Милетич към 1912 година населението на село Триград (Триградъ) се състои от помаци.
В селото живеят основно помаци, изповядващи сунитски ислям, и малка част от българи-християни, изповядващи православието. В селото има джамия и малка църква „Свети цар Борис“.

## Обществени институции
- Кметство село Триград;
- Основно училище;
- Народно читалище;
- Мюсюлманско джамийско настоятелство;
- Църковно настоятелство при храм „Свети цар Борис“.

## Културни и природни забележителности
Край Триград се намират три от Стоте национални туристически обекта – пещерата Дяволското гърло, Ягодинската пещера и Триградското ждрело. В близост се изграден и Музей на мечката. В региона на Триград има един поддържан резерват и три защитени местности: поддържан резерват Шабаница, защитена местност Старата гора, защитена местност Триградско ждрело, защитена местност Чаирите.
В Триградския карстов район има над 200 пещери. В седем от пещерите са открити енеолитни находки.

## Редовни събития
В село Триград от 2003 година в началото на август се провежда фестивалът Орфически мистерии. В селото се почитат празниците Предой и Среде лято.

## Личности
- Хасан ага Триградлията – един от управниците на Тъмръшката република.[11]
- Минчо Арнаудов – природозащитник, еколог, дългогодишен директор на ДГС-Триград;
- Юсеин Хаджийски – бивш началник на данъчна служба Девин, бивш председател на общински съвет – Девин, бивш управител на СПА-комплекс „Орфей“;
- Никола Чуралски – писател, поет, журналист, белетрист, краевед;
- Васил Войнов – бивш зам.министър МТСП (2005 – 2009) – родопчанин, радетел за развитието на Триградския район и община Девин, автор на проект свързан с Триград и областта: "РОДОПИ – По пътеките на Орфей и Евридика“, Blogspot.bg.
- Костадин Хаджийски – основоположник на еко туризма в Триград. Спомага за разработването на пещерите „Дяволското гърло“ и „Харамийска дупка“.

## Други
След картографирането на остров Ливингстън, една от седловините на острова е наречена Триградска седловина по името на селото.
В Триград има конна база с почасова и многодневна езда. Предлагат се и някои специализирани видове туризъм като посещение на пещерата Харамийска дупка, изкачване по Виа ферата и фото-сафари. Тук се наблюдават и много редки видове птици и растения.